# Ray Gigant
A Ray Gigant (レイギガント; Hepburn: Rei Giganto) dungeon crawl-szerepjáték, melyet az Experience Inc. fejlesztett. A játék PlayStation Vita-verzióját Japánban a Bandai Namco Entertainment jelentette meg 2015. július 30-án, míg Észak-Amerikában és Európában az Acttil 2016. május 3-án. A Ray Gigant Microsoft Windows-átiratát 2016. augusztus 10-én, az Acttil jelentette meg világszerte.

## Játékmenet
A Ray Gigant dungeon crawl-szerepjáték. A játék a műfaj szabványaitól elrugaszkodva nem tartalmaz véletlenszerű összecsapásokat, és a megszokottól nagyobb hangsúlyt fektet a narratívára. A játék csatái körökre osztottak és a Bravely Default című játékban található rendszerhez hasonlíthatóak, melyben a játékosnak bizonyos számú mozdulatra van lehetősége, melyek nagy számban felhalmozhatóak vagy egyszerre is felhasználhatóak, utóbbi után azonban a játékos egy ideig nem tud lépni. A csaták „Slash Beat Mode” névű szegmensei a Rhythm Heaven ritmusjáték-sorozat tagjaihoz hasonló ütem-vezérelt mechanikát tartalmaznak.

## Cselekmény
A játék története Tokió kitalált, a jövőben játszódó másában játszódik, mely a „gigantok” névre keresztelt földönkívüli létformák megszállása után romokban hever. Ugyan a Föld jelentős hányada az enyészeté lett, azonban a teljes pusztulás előtt a játék egyik főszereplője, Amakaze Icsija a „jorigami” nevű titokzatos erő segítségével legyőz egy gigantot. Erejének irányíthatatlan természete miatt azonban eközben az egész várost is elpusztította, így a szereplőknek ki kell találniuk, hogy hogyan vonhatják az irányításuk alá a jorigamit. A játék három különálló fejezetre van felosztva, mindegyik más-más főszereplő, így Amakaze Icsija, Kyle Griffin és Nil Phineas köré összpontosul. Mindhárom főhős mellé két mellékszereplő csatlakozik a történetszáluk során, Amakaze Iszano Manával és Miva Kazuomival alkot csapatot.

## Fejlesztés
A játékot először 2015 februárjában, a Famicú egyik lapszámában jelentették be. A játékot az Experience Inc, a Demon Gaze és az Operation Abyss: New Tokyo Legacy című játékok fejlesztőstúdiója készítette el. A játék PlayStation Vita-változatát a Bandai Namco Entertainment jelentette meg Japánban, 2015. július 30-án. 2015 novemberében az Acttil videójáték-kiadó cég bejelentette, hogy 2016 elején digitális formában meg fogják jelentetni a játékot nyugaton a PlayStation Networkön keresztül. A játék angol nyelvű verziója játszható volt a 2015 decemberében megrendezett PlayStation Experience sajtótájékoztatón. A játék PlayStation TV-kompatibilis. A Ray Gigant 2016. május 3-án jelent meg Észak-Amerikában és Európában a PlayStation Networkön keresztül. A játék fizikai PlayStation Vita-verziója a Limited Run Games forgalmazásában jelent meg 2017. április 14-én. Az Acttil 2016. augusztus 10-én világszerte megjelentette a játék Microsoft Windows-átiratát.

## Fogadtatás
| Összegzőoldal | Értékelés |
| ------------- | --------- |
| Metacritic    | 72/100    |

| Szerző         | Értékelés |
| -------------- | --------- |
| Hardcore Gamer | 3,5/5     |
| RPG Site       | 7/10      |

A Ray Gigant megosztott vagy átlagos kritikai fogadtatásban részesült, és 72/100-as átlagpontszámon áll a Metacritic kritikaösszegző weboldalon. A játék megjelenésének hetében 8673 példánnyal a kilencedik helyen mutatkozott be a japán eladási listákon. A Hardcore Gamer általánosságban kedvezően vélekedett a játékról, arra jutva, hogy az „játékdizájn terén bevállalt néhány rizikót az egyedi JRPG-élmény megteremtéséhez. Ezek közül néhányat jobban viteleztek ki mint a többit, azonban általánosságban a játék erősnek mondható. Ugyan beletelik vagy két órába, hogy igazán megmutassa a benne rejlő potenciált, de a végeredmény érdemes a JRPG-rajongók számára… a fejlesztők sikeresen egyesítették az inspirációikat és friss élményt tudtak megalkotni. A történetmesélésre helyezett hangsúly ugyan egyesek számára mértéktelennek tűnhet, azonban ennek a cikkírónak fenn tudta tartani a figyelmét…” Az RPG Site weboldal hasonló véleménnyel volt a kritikájában; azonban ugyan dicsérték a játékot, mivel az „a dungeon crawling- és a visual novel-elemek érdekes hálója”, ami egyedi harcokat és nagyszerű képi világot biztosít, azonban lekorholták azt az „repetitív természete” és a „kihívás hiánya” miatt. A Kotaku különösképp dicsérte a játék  animációját és kétdimenziós művészeti stílusát.

## Fordítás
- Ez a szócikk részben vagy egészben  a   Ray Gigant című angol Wikipédia-szócikk ezen változatának fordításán alapul.  Az eredeti cikk szerkesztőit annak laptörténete sorolja fel. Ez a jelzés csupán a megfogalmazás eredetét és a szerzői jogokat jelzi, nem szolgál a cikkben szereplő információk forrásmegjelöléseként.